# Patricia Churchland
Patricia Smith Churchland, född 16 juli 1943 i Oliver, British Columbia, Kanada, är en amerikansk filosof som arbetar vid University of California, San Diego sedan 1984. Hon är gift med Paul Churchland.
Churchland har skrivit omfattande om förhållandet mellan neurovetenskap och filosofi.

## Böcker utgivna på svenska[3]
- 2015 – Min hjärna och jag (Fri tanke) ISBN 978-91-87513-28-2
- 2021 – Samvete (Fri tanke) ISBN 9789188589729